# Bully (canción de Shinedown)
«Bully» es el primer sencillo de la banda de rock estadounidense Shinedown de su cuarto álbum Amaryllis (2012) lanzado el 3 de enero de 2012.

## Significado
En declaraciones a Rolling Stone, el líder de Shinedown, Brent Smith, habló sobre la letra de la canción como "no sentir que no puedes defenderte y recuperar el respeto por ti mismo si sientes que alguien te está menospreciando o tratando de presionarte". La canción no está perdonando la violencia. Lo que está perdonando es la supervivencia. No creo que a nadie se le deba quitar el respeto a sí mismo o la dignidad ".
También mencionó que su padre le había enseñado a defenderse de los agresores. "Cuando tenía diez años, mi papá me llevó al garaje, me puso un par de guantes de boxeo y me dijo: 'No quiero que llegue a esto nunca, pero tienes que aprender a pelear'. Y a veces me patearon el trasero, pero siempre me defendí. Por naturaleza, nunca me he echado atrás en lo que creía, y que me condenen si voy a dejar que alguien me empuje. Es lo mismo con mi familia también. No dejaría que alguien entrara a mi casa y se metiera con mi novia o mi hijo".

## Video musical
El video oficial se estrenó en el canal de YouTube de la banda el 6 de marzo de 2012. El video fue dirigido por Darren Doane, quien anteriormente dirigió el video de "Sound of Madness".

## Posicionamiento en lista
| Lista (2012)                       | Posiciones |
| ---------------------------------- | ---------- |
| Estados Unidos (Billboard Hot 100) | 94         |